# 赖希曼斯多夫
赖希曼斯多夫（德語：Reichmannsdorf，發音：[ˈʁaɪçmansdɔʁf]）是德国图林根州萨尔费尔德-鲁多尔施塔特县曾经的一个市镇，面积19.99平方千米，2022年12月31日人口为761人。2019年1月1日，赖希曼斯多夫与市镇施米德费尔德并入市镇萨尔费尔德。